# CoRoT-7b
CoRoT-7b е екзопланета, обикаляща около звездата CoRoT-7 в съзвездието Еднорог, на 489 светлинни години от Земята. Планетата е открита в началото на 2009 г. CoRoT-7b се върти синхронно около звездата си, следователно е обърната винаги с едната си страна към нея, т.е. условията на осветеното и неосветеното полукълба са много различни. Най-вероятно тъмната страна на CoRoT-7b е покрита с дебел слой лед, а на другата страна е разположен огромен океан от течна лава, чиято температура е 2600 °C. Атмосферата на планетата се състои главно от изпарени скали, като в по-горните си слоеве тя отново се втвърдява и пада на повърхността под формата на скален дъжд.
Радиусът на екзопланетата е 1,58±0,1 пъти по-голям от земният. Според изследванията, CoRoT-7 е 7,42±1,21 пъти по-масивна от Земята. От тези данни може да се изчисли, че средната плътност на планетата е около 10,4±1,8 g/cm³. Компютърни модели показват, че CoRoT-7b може да е скалист остатък от газов гигант с размерите на Сатурн.
|  | Тази страница частично или изцяло представлява превод на страницата COROT-7b в Уикипедия на украински. Оригиналният текст, както и този превод, са защитени от Лиценза „Криейтив Комънс – Признание – Споделяне на споделеното“, а за съдържание, създадено преди юни 2009 година – от Лиценза за свободна документация на ГНУ. Прегледайте историята на редакциите на оригиналната страница, както и на преводната страница, за да видите списъка на съавторите. ВАЖНО: Този шаблон се отнася единствено до авторските права върху съдържанието на статията. Добавянето му не отменя изискването да се посочват конкретни източници на твърденията, които да бъдат благонадеждни. |